# Mainhafen Hanau
Der Mainhafen Hanau ist der Binnenhafen in der Stadt Hanau in Hessen.
Er ist nach dem Frankfurter Osthafen der zweitgrößte Hafen am Main und zählt zu den Häfen mit dem größten Güterumschlag an Main, Main-Donau-Kanal und Donau.

## Geschichte
Funktionaler Vorgänger war der Mainkanal, der die Neustadt Hanau mit dem Fluss verband, seit dem 19. Jahrhundert aber für die verwendeten Schiffe zunehmend zu klein geworden war. Die Hafenaktivitäten für die Stadt Hanau verlegten sich zunehmend an Kais, die entlang des Flussufers zwischen der Brücke der Frankfurt-Bebraer Eisenbahn nach Steinheim und der Mündung der Kinzig in den Fluss errichtet wurden. Dieser Flussabschnitt sollte Ende des 19. / Anfang des 20. Jahrhunderts entsprechend ausgebaut werden, erwies sich aber schon im Planungsprozess als zu klein für den erwarteten Verkehr und die erforderliche Infrastruktur.
Die Planung wurde deshalb umgestellt: Ein 800 Meter langes Hafenbecken sollte oberhalb der Steinheimer Mainbrücke errichtet werden. Die Preußischen Staatseisenbahnen sicherten einen Gleisanschluss an den Ostbahnhof (heute: Hanau Hauptbahnhof) zu. In der Umgebung wurde Gelände für die Ansiedlung von Industrie ausgewiesen. 1909 stand ein zwischen Stadt und Wasserbauamt Frankfurt erstellter Plan, der städtischerseits 1910 zu dem Beschluss führte, den Hafen zu bauen. 1912 lag dann auch die staatliche Genehmigung vor. Der Erste Weltkrieg verhinderte jedoch den Beginn der Arbeiten.
Erst 1921 bis 1924 wurde das Projekt im Rahmen einer Arbeitsbeschaffungsmaßnahme verwirklicht und der Mainhafen am 25. Oktober 1924 feierlich eröffnet. Stadtseitig wurde mit dem Hafentor am Hafenplatz und den begleitenden Wohnblocks landseitig ein monumentaler Eingang errichtet. Zwei Kolossalfiguren aus Beton von August Bischoff krönen die Durchfahrt und symbolisieren Handel und Arbeit. Wegen der Zahnräder, auf die sich eine der Figuren stützt, werden sie im Volksmund auch die Käs’-Roller genannt.
Im Zweiten Weltkrieg wurden die Hafenanlagen vollständig zerstört und erst nach 1950 allmählich wieder aufgebaut. Um 1960 wurde er zum Ölhafen erweitert und Mitte der 1980er Jahre für Schiffe mit einem Tiefgang bis zu 3,2 m ertüchtigt. 2009 kam noch die Schwergutplatte mit 80 t Belastbarkeit am Nordkai hinzu.
Die ehemals am Hafen bestehende Niederlassung der Aldi Süd GmbH wurde 2015 zur Bait-ul-Wahid Moschee umgebaut.

## Anlagen
Neben dem wasserseitigen Schiffsverkehr weist der Hafen auf der Landseite Straßenanbindung (A 3, A 5, A 45, A 66, B 8, B 43, B 45 befinden sich alle in kurzer Entfernung) und eine eigene Hafenbahn auf.
Unternehmen der Chemie- und Baustoffindustrie sowie zahlreiche Handwerks- sowie Groß- und Einzelhandelsbetriebe haben sich in dem Industrie- und Gewerbegebiet am Hafen angesiedelt. Am Hafen besteht auch ein eigenes Zollamt.

## Bedeutung
Mit der Eröffnung des Main-Donau-Kanals 1992 wurde der an den Hafen angebundene Verkehr auch in Richtung Donau und Schwarzes Meer geöffnet. Der Mainhafen Hanau stellt heute eine Abteilung der Stadtwerke Hanau GmbH dar. Diese entwickelte sich seit Mitte der achtziger Jahre hin zu einem Logistikdienstleister, weit über die Tätigkeit als reiner Hafenbetreiber hinaus.
Heute ist der Mainhafen Hanau – am Schiffsumschlag gemessen – einer der größten deutschen Häfen an Main und Donau. Am Main ist der Hanauer Hafen der zweitgrößte nach dem Frankfurter Osthafen mit einer Kailänge von 2,8 km. Bei 1.363 Schiffsbewegungen und 27.889 Waggonbewegungen betrug der Güterumschlag von Bahn und Schiff 2008 gemeinsam 3,2 Mio. t (2007: 3,1 Mio. t). Davon betrug der Schiffsanteil 1,8 Mio. t (2007: 1,5 Mio. t).
Im Hafen beheimatet sind unter anderem Oiltanking, einer der größten Mineralöl-Umschlagplätze in Europa, aber auch Firmen wie die Rhenus AG & Co. KG, HUL Hanauer Umschlag und Lager GmbH. Ebenfalls im Hanauer Hafen beheimatet ist die Hauptverwaltung der Südhessischen Asphalt Mischwerke GmbH & Co.KG (SHM-Asphalt), einem auch überregional bedeutenden Zulieferunternehmen der Straßenbaubranche. Die SHM-Asphalt steht in enger Kooperation mit Hessen-Mobil, der Hessischen Planungs- und Ausführungsbehörde für den Straßenbau, -ausbau und der Straßenerhaltung des Landes Hessen. Am Standort Hanau Hafen befindet sich zudem auch eines der großen Mischwerke der Südhessischen Asphalt Mischwerke GmbH & Co.KG.